# François Couperin
François Couperin /fʁɑ̃ˈswa kuˈpʁɛ̃/ (Parigi, 10 novembre 1668 – Parigi, 11 settembre 1733) è stato un compositore, clavicembalista e organista francese.

## Biografia

### Le origini
Charles Couperin (morto nel 1654) si stabilì a Chaumes-en-Brie, a est di Parigi, intorno al 1601. Divenne un proprietario terriero e suonava come organista presso l'abbazia benedettina di St. Pierre. Almeno tre dei molti suoi figli divennero musicisti professionisti: Louis (1626-1661), François (1631-1701) e Charles (1638-1679).
Intorno al 1650 Jacques Champion de Chambonnières, poi clavicembalista del re di Francia, fu in visita a Chaumes-en-Brie. Louis, François, e Charles Couperin incontrarono Chambonnières in occasione della festa di San Giacomo, invitandolo a un breve concerto composto da Louis. Il clavicembalista reale fu talmente impressionato che portò Louis a Parigi con lui. I suoi fratelli lo raggiunsero poco dopo. Nel 1653 Louis Couperin divenne organista della chiesa di Saint-Gervais a Parigi, posizione poi occupata dai membri della famiglia Couperin per 173 anni.

### La vita
François Couperin nacque a Parigi nel 1668 da Charles Couperin (1638-1679) e Marie Guérin (?-1690ca). Cominciò i suoi studi musicali sotto la guida del padre Charles e dello zio François. Rimasto presto orfano di padre ed essendo morti entrambi gli zii, la sua educazione musicale fu affidata all'organista Jacques Thomelin. Per la sua formazione la madre non badò a spese.
Nel 1688 divenne organista a Saint-Gervais e nel 1693 fu assunto come organista presso la Chapelle Royale di Versailles  di Luigi XIV (fu assunto per un quartier - un trimestre - alternandosi con altri tre organisti nel servizio). A Couperin fu affidata l'educazione musicale dei principi reali, tra cui il "secondo delfino" Luigi), nipote del re. Da qui in avanti, forte della sua posizione a corte, Couperin potrà dedicarsi alla composizione ed all'insegnamento.
Anche se l'ascesa musicale di Couperin fu caratterizzata, nei primi anni, dall'assunzione di cariche in qualità di organista, la sua carriera musicale fu determinata soprattutto dalla sua attività di clavicembalista e dalle sue suites denominate Ordres, che lo resero apprezzato dai suoi contemporanei al punto da divenire un musicista imitato, non solamente dai francesi ma anche dai tedeschi e dai belgi.
Ancora viene considerato, insieme a Johann Sebastian Bach e a Domenico Scarlatti, come uno dei più proficui clavicembalisti di tutti i tempi. Divenne il maestro preferito della nobiltà parigina, insegnando il clavicembalo a numerose personalità della società francese dell'epoca. Protetto dagli esponenti della famiglia reale e da altri illustri mecenati (tra cui il principe di Condé), ebbe importanza come compositore e didatta, e inoltre come interprete delle sue musiche clavicembalistiche. La carica di clavicembalista reale ("ordinaire du roi pour le clavecin", o "musicista ordinario del re per il clavicembalo") venne tuttavia assegnata al musicista Jean-Baptiste d'Anglebert (figlio del famoso Henry), che Couperin, tuttavia, sostituì sempre più spesso a corte.
Nel corso degli anni cambiò abitazione diverse volte, ma sempre a Parigi e non volle mai vivere a Versailles. Ebbe quattro figli: due maschi e due femmine. Morì a Parigi nel 1733.

### Composizioni
Couperin raccolse le sue composizioni per clavicembalo in quattro libri di pièces de clavecin, dati alle stampe nel 1713, nel 1716-1717, nel 1722 e nel 1730. La sua musica per organo è costituita da diversi brani raccolti in due Messe, pubblicate sotto il nome di Pièces d'Orgue. Si distinse anche come compositore di musica strumentale, Airs e musica sacra.
Dal punto di vista pedagogico ha lasciato il trattato L'Art de Toucher le Clavecin (1716-1717) ed ha chiarito il suo pensiero e la sua poetica musicale nelle prefazioni alle sue composizioni. Una sua nota frase è Amo molto più ciò che mi commuove di ciò che mi stupisce (J`aime beaucoup mieux ce qui me touche que ce qui me surprend).
Quasi tutta la sua musica fu stampata a Parigi tra il 1713 ed il 1730. Alcune ristampe apparvero dopo il 1733, anno della sua morte.
Fu tra i primi a sostenere la necessità di adoperare il pollice, qualora necessario.
Oggi riposa nel vecchio Cimitero di Saint-Gervais.

### L'eredità e la rinascita
In vita la sua fama e la sua fortuna furono grandi soprattutto in Francia, dove la sua musica continuò ad essere eseguita per alcuni anni dopo la sua morte. In seguito, con il mutare del gusto e della prassi musicale, la sua produzione fu dimenticata e venne riscoperta alla fine del XIX secolo. Nella prima metà del Novecento le sue composizioni per clavicembalo furono nuovamente eseguite in pubblico, per iniziativa della celebre clavicembalista polacca Wanda Landowska.
Nel 1917 Maurice Ravel compose e gli dedicò una Suite per pianoforte: Le Tombeau de Couperin, costituita da 6 brani, scritti secondo forme compositive nate come clavicembalistiche.

## Musica per strumenti a tastiera

### Composizioni per clavicembalo
Couperin compose un gran numero (oltre 240 brani) di composizioni per clavicembalo, le pièces ("pezzi", "brani") ordinate in 27 ordres e distribuite in 4 libri (1713, 1716-1717, 1722, 1730). Gli ordres sono dei veri e propri "cicli" paragonabili alle suites strumentali dei compositori dell'età barocca.
Couperin ricorre, specialmente nei primi due libri, anche alla suite utilizzandone la tradizionale serie di danze, ma agisce liberamente secondo la sua sensibilità poetica. Con il passare del tempo si allontanerà sempre più dalla struttura classica Allemande - Courante - Sarabande - Gigue per dare più spazio alla pièce de caractère.
La forma più usata è il Rondeau, con i suoi couplets ed il ritornello.
Il IV Ordre è l'unico completamente in tonalità maggiore (Fa).
La scrittura clavicembalistica offre un modello esemplare di barocco francese, improntato ai concetti di clarté e grandeur, nonché caratterizzato da una nobile tristezza idilliaca che contraddistingue molta musica della fine del regno di Luigi XIV (1690-1715) e del periodo immediatamente successivo della Régence (1715-1730).
I titoli di questi brani mirano spesso a descrivere ed evocare stati d'animo, aspetti del carattere, sentimenti, sensazioni, idee, oggetti, luoghi, personaggi (seguendo una moda del suo tempo, ad esempio, compose ad imitazione delle campane Le carillon de Cithère e ad imitazione del canto degli uccelli Le rossignol en amour). Questi brani sono noti come pièces de caractère. 
Molti nomi presenti nei titoli si riferiscono chiaramente a personaggi dell'epoca, soprattutto esponenti dell'aristocrazia francese e soprattutto parigina; nella scelta dei titoli spesso traspare un'ironia analoga a quella di Jean de La Bruyère nei suoi Les Caractères ou Les mœurs de ce siècle (1688). I titoli sono tutti al femminile poiché la parola "pièce" ("pezzo", "brano") è, nella lingua francese, femminile: si tratta di una femminilizzazione dei titoli che risponde ad un'esigenza di ossequio alla grammatica francese. Sarebbe sbagliato, pertanto, pensare che tutti i brani siano dedicati a figure femminili. Altri brani invece presentano dei titoli molto curiosi, come ad esempio:
- Le Réveil-Matin - imita il meccanismo di alcuni orologi a sveglia dell'epoca
- La Bandoline    - cosmetico in uso nella Francia dell'epoca.(Oppure dal nome Bandol)
- L'Angélique     - antico strumento a corde simile all'arciliuto
- L'Olimpique     - è la rappresentazione del Monte Olimpo, dove "Giove ne fa con la sua corte dimora ordinaria" (Chompré)
- MXNXSXTRXNDXSX   - le lettere X corrispondono a vocali e la parola è Ménéstrandise, una comunità di strumentisti (menestrelli) e giullari fondata nel 1321 alla cappella di Saint-Julien e ancora in vita nel '700.
- La Boulonoise   - "che è della Boulogne", regione francese.

## Riconoscimenti
Gli è stato dedicato il cratere Couperin su Mercurio.